# 鄭民欽
鄭民欽（1946年—），福建福州人，作家、日本文學研究者、翻譯工作者、教育工作者，著有《日本和歌俳句史》、《日本民族詩歌史》、《日本和歌俳句史》、《和歌美學》等書。1969年毕业于北京外國語學院（現在的北京外國語大學）亚非系日语专业。现为北方工业大学人文学院教授。曾任中国人民对外友协处长，中日友好协会副秘书长，日本庆应大学访问研究员。
1973年起開始做日漢、漢日對譯工作，譯有大江健三郎、井上靖、川端康成等作家作品多部及《源氏物語》全譯本，主編漢語版《井上靖文集》。為中國共產黨員。